# Дол (зброя)

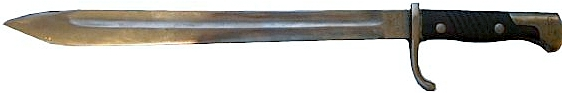
Дол на німецькому штику S98/05

Дол, також діл — поздовжня заглибина, жолобок на плазі клинка холодної зброї. Нерідко дол неправильно іменується розмовним терміном «кровостік», але подібне призначення цього елемента сумнівно. Не є дол і однозначною ознакою холодної зброї.
Завдяки долу зменшується вага клинка без істотного погіршення жорсткості його плаза, але дещо підвищується вразливість клинка до зламу. Дол може бути подвійним і навіть потрійним.